# Sloup Nejsvětější Trojice (Krásno)
Sloup Nejsvětější Trojice je barokní sochařské dílo v historické části Krásna v okrese Sokolov v Karlovarském kraji. Od roku 1963 je chráněn jako kulturní památka.

## Historie

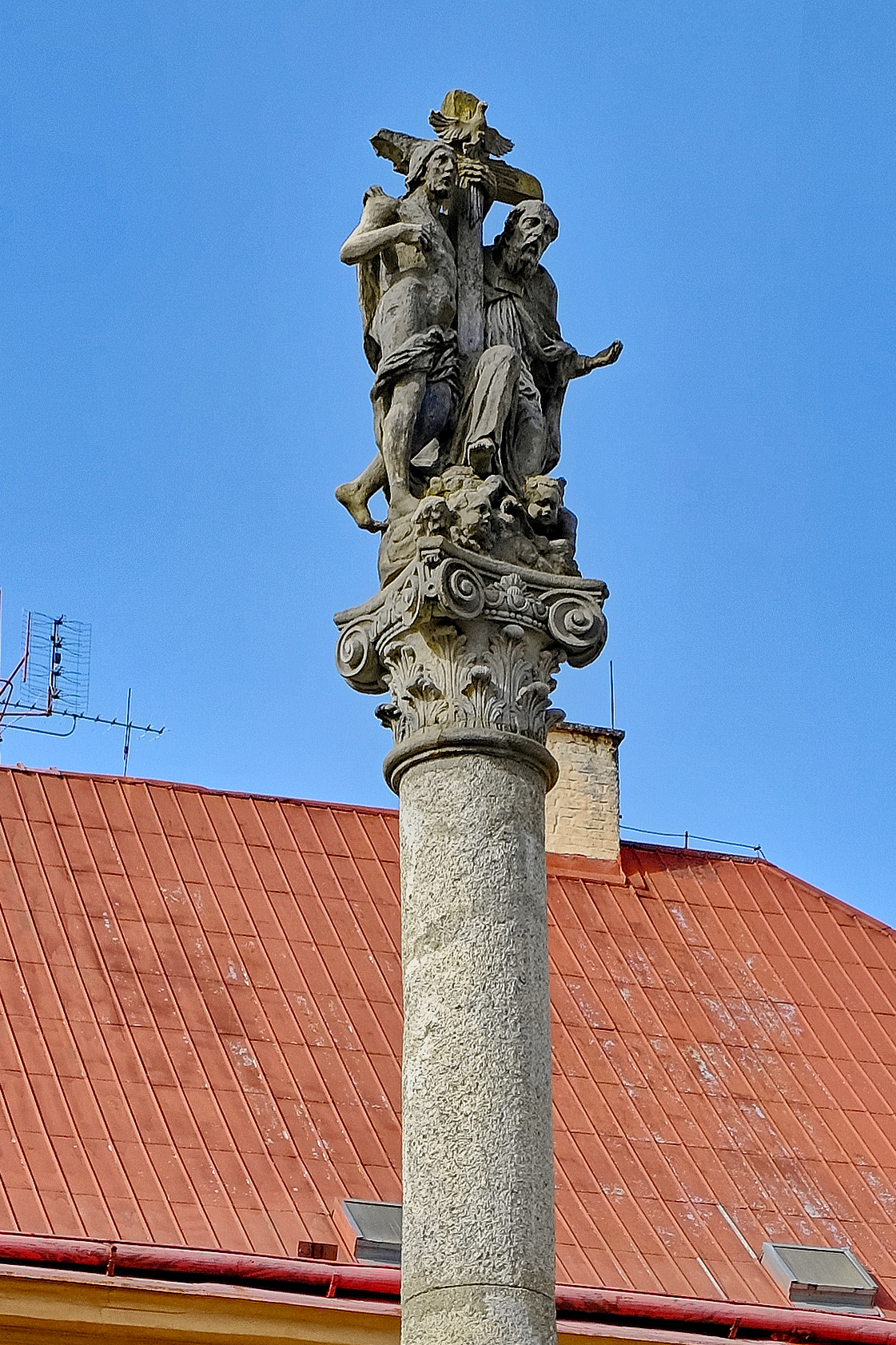
Vrcholové sousoší

Sloup nechal zhotovit krásenský měšťan Benedikt Zikler, jenž jej odkázal spolu s lukami a poli svým dědicům. Ze signatury „J.WILDT 1806“ na plintu sloupu lze zjistit, kdy byl sloup postaven a kdo je jeho autorem. V archivních pramenech se poprvé sloup uvádí v soupise soch krásenské farnosti z roku 1835. Pravděpodobně k první opravě došlo v roce 1885 a její datace byla v nápisu na podstavci sloupu. Později došlo k rozlomení dříku zhruba v polovině, při pádu bylo poškozeno i vrcholové sousoší. Po druhé světové válce sloup chátral a po roce 1948 zmizely sochy z pilířů u sloupu.
V roce 1998 zjistili pracovníci Památkového ústavu v Plzni při zběžné kontrole stavu sloupu povážlivé vyklonění z osy sloupu. Zjistili i vážné trhliny na dříku sloupu. U stavu kamene sousoší se uvádí, že je značně opadlé. 
Při kontrole stavu bylo dne 17. června 2003 konstatováno, že degradace povrchu kamene je patrná zejména v některých partiích vrcholového sousoší a sloup je v havarijním stavu. K restaurování však došlo až v roce 2011.

## Popis
Sloup stojí v zatravněné ploše v parčíku mezi komunikacemi nad kostelem svaté Kateřiny a je čelem obrácen k severovýchodu. Autorem sochařského díla je loketský sochař Johann Wildt (3. dubna 1758 Jáchymov – 4. srpna 1836 Loket) ze sochařské dynastie Wildtů z Lokte.
Z původního nákresu sloupu, jenž se nacházel v loketském muzeu a dnes je dnes nezvěstný, se dá odvodit, že původní návrh se v jednotlivostech lišil od konečného provedení.
Na hranolovém soklu stojí dřík sloupu. Dřík sloupu byl v minulosti rozlomen zhruba v polovině, při pádu bylo poškozeno i vrcholové sousoší. Prostor se sloupem je obklopen železnými mřížemi mezi čtyřmi soklovými pilíři s barokními vázami. Mezi těmito pilíři jsou ještě tři menší sokly s piniovými šiškami. Vpředu na pilířích dvířek stály sochy svatého Jáchyma a svaté Anny. Na soklu u paty sloupu stála socha Immaculaty. Takovýto stav je vidět i na dobových fotografiích z let 1937–1942. Po roce 1948 tyto sochy zmizely a texty na pilířích jsou nečitelné.
Na vrcholu samotného korintského sloupu se nachází sousoší Nejsvětější Trojice na oblacích s hlavičkami Putti, ztvárněné v tradiční kompozici se sochami Boha Otce a Krista kde mezi nimi na kříži je holubice, symbol Ducha Svatého.
Jednotlivé stupně, zábradlí, sokl a dřík sloupu jsou ze žuly, patka, poměrně umně vyhotovená korintská hlavice sloupu, římsa soklu a sousoší z jemnozrnného pískovce.